# Forêt ancienne du Ruisseau-Sec
La forêt ancienne du Ruisseau-Sec est un écosystème forestier exceptionnel du Québec (Canada) située dans la municipalité de Saint-Honoré-de-Témiscouata. 
Cette forêt de 26,7 hectares a pour mission de protéger une érablière à bouleau jaune n'ayant subi aucune perturbation majeure.

## Histoire
Le site a été désigné écosystème forestier exceptionnel en 2009.

## Toponymie
La forêt ancienne du Ruisseau-Sec reprends le toponyme du ruisseau Sec qui coule à proximité. L'origine du nom du lac est quant à elle inconnue auprès de la Commission de toponymie.

## Flore
Le couvert forestier est dominé par l'érable à sucre et le bouleau jaune. On y retrouve notamment des érables à sucre avoisinant les 190 ans. Des tiges de 60 à 70 centimètres de diamètre se trouvent en abondance sur le site.
En plus des jeunes tiges d'érable à sucre et de bouleau jaune, dans la strate arbustive, on peut noter la présence d'érable à épis, de noisetier à long bec, de viorne à feuilles d'aulne, de cornouiller à feuilles alternes et d'érable de Pennsylvanie.
Quant au sous-bois, on peut observer la présence de clintonie boréale, de fougères, de trientale boréale, de maïanthème du Canada et de trille rouge.